# Jennifer Onasanya
Jennifer Jantina Oluumi Desire Onasanya (18 de febrero de 1994) es una deportista austríaca que compite en bobsleigh en la modalidad doble. Ganó tres medallas de bronce en el Campeonato Europeo de Bobsleigh, entre los años 2017 y 2021.

## Palmarés internacional
| Campeonato Europeo | Campeonato Europeo    | Campeonato Europeo | Campeonato Europeo |
| Año                | Lugar                 | Medalla            | Prueba             |
| ------------------ | --------------------- | ------------------ | ------------------ |
| 2017               | Winterberg (Alemania) | Medalla de bronce  | Doble              |
| 2019               | Königssee (Alemania)  | Medalla de bronce  | Doble              |
| 2021               | Winterberg (Alemania) | Medalla de bronce  | Doble              |